# 安山岩

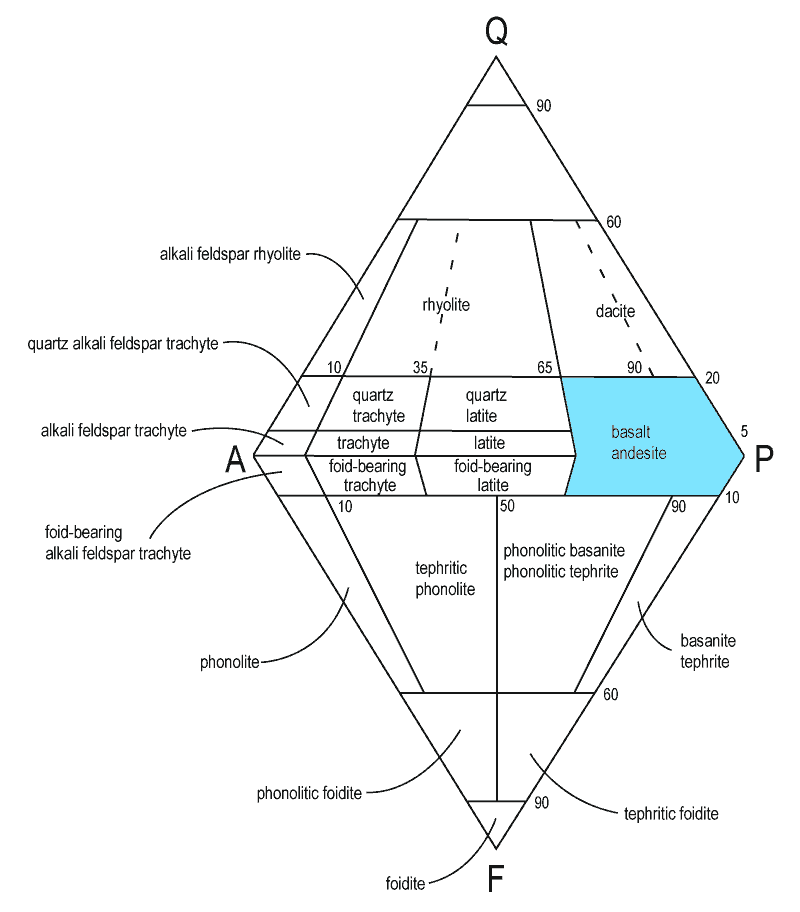
火山岩のQAPF図;
Q: 石英、A: アルカリ長石、P: 斜長石、F: 準長石

化学組成による火山岩の分類

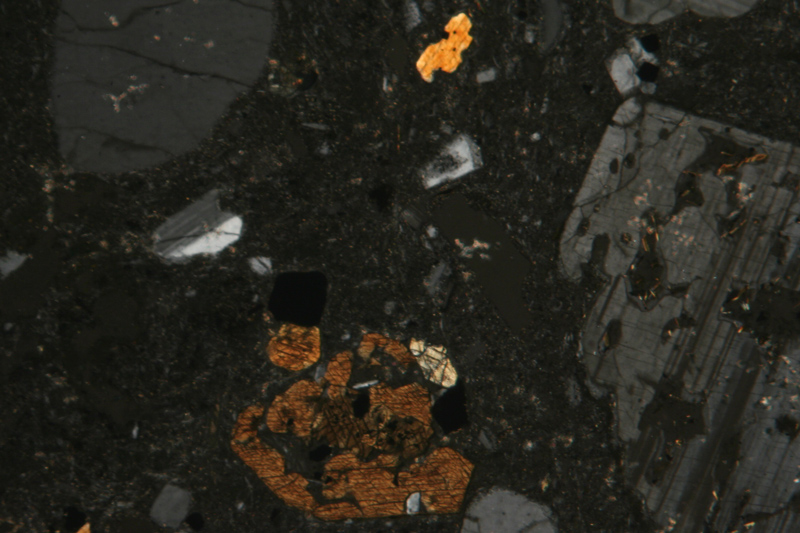
安山岩の薄片

安山岩（あんざんがん、英: andesite）は、火成岩の一種。現在用いられている全岩SiO2量による火山岩の分類法のうち、国際地質科学連合の推薦する分類体系によれば、52〜57wt%が玄武岩質安山岩、57〜63wt%が安山岩と定義される。日本でよく用いられている分類体系は都城・久城（1975）によるもので、国際地質科学連合のものと同様に、縦軸にアルカリ量 (Na2O + K2O)、横軸にSiO2量をとっており、SiO2が53〜62wt%を安山岩としている。深成岩の閃緑岩に対応する。
英名の andesite は、南米アンデス山中のMarmato産の粗面岩様の火山岩に対し、ブッフが命名したもので、アンデスの名をとり -ite をつけたもの。日本語訳は、はじめ小藤文次郎により富士岩（明治17年）と訳され、東京大学系の人々に用いられたが、地質調査所ではアンデス山の石の意で、安山岩と訳して用いた。文献に最初に安山岩の訳が現れるのは、ライマンの弟子であった西山正吾による『伊豆図幅説明書』（明治19年）で、以後、富士岩・安山岩が明治20年代までは併用された。

## 成分・種類
安山岩は斑晶および石基として、有色鉱物である角閃石・輝石・磁鉄鉱（稀に黒雲母やかんらん石）、無色鉱物である斜長石（稀に石英）等を含む。特徴的な斑晶鉱物の名前をつけて、角閃石安山岩、輝石安山岩、かんらん石安山岩などと呼ぶ。

### 特殊な安山岩
讃岐岩（英: sanukite、サヌカイト）
黒色緻密で、斑晶がない。古銅輝石を含む。瀬戸内海沿岸に産する。
無人岩（英: boninite、ボニナイト）
ガラス質で、斜長石を含まない。小笠原諸島に産する。
熱水の影響で主に緑色に変質した安山岩を、昔はプロピライト（propylite、変朽安山岩）と呼んだが、最近はこの言葉は使われない。

## 性質・特徴
安山岩は、ほとんどがプレートの沈み込み帯で噴火した非アルカリ質の岩石である。トータルアルカリ量 (Na2O + K2Owt%) が高いアルカリ岩系列のものも存在するが、ごく稀である。FeO*/MgO比の増加に伴い、SiO2量の増加するカルクアルカリ系列と、SiO2量が増加しないソレアイト系列とに分けられる。カルクアルカリ系列は久野久が箱根の岩石の研究で提唱したハイパーシン系列に、ソレアイト系列はピジョナイト系列に対応する。
後に柵山雅則は、カルクアルカリ系列には鉱物の化学組成にバイモーダルが認められること、および、かんらん石と角閃石など、非平衡鉱物が共存することから、玄武岩質マグマと珪長質マグマの混合（マグマ混合）がカルクアルカリマグマの主成因であると主張した。
DefantとDrummondは、安山岩成因論に新たな考えを示し、高いSr/Y比を特徴とする岩石をアダカイトと命名し、40Maよりも若い熱い沈み込むスラブ（柘榴石を残留相とするエクロジャイト）が直接溶融し、安山岩質マグマが発生することを提唱した。アダカイトは多くの地域で確認されており、現在の安山岩成因の議論でも大きな一角を占めている。
安山岩は地球の大陸の主成分であり、大陸上では非常にありふれた岩石である一方で、海底や、地球の兄弟星といわれる火星や金星では珍しい（これらの主成分は玄武岩）存在である。
山体が安山岩で出来た火山島として西之島がある。

## 用途・加工法
産地では石垣や石壁、砕石（砂利）として使われる。さらに安山岩の特殊な石材として鉄平石と讃岐岩がある。また、安山岩の1つである本小松石は日本の銘石のひとつとして知られている。